# Darre

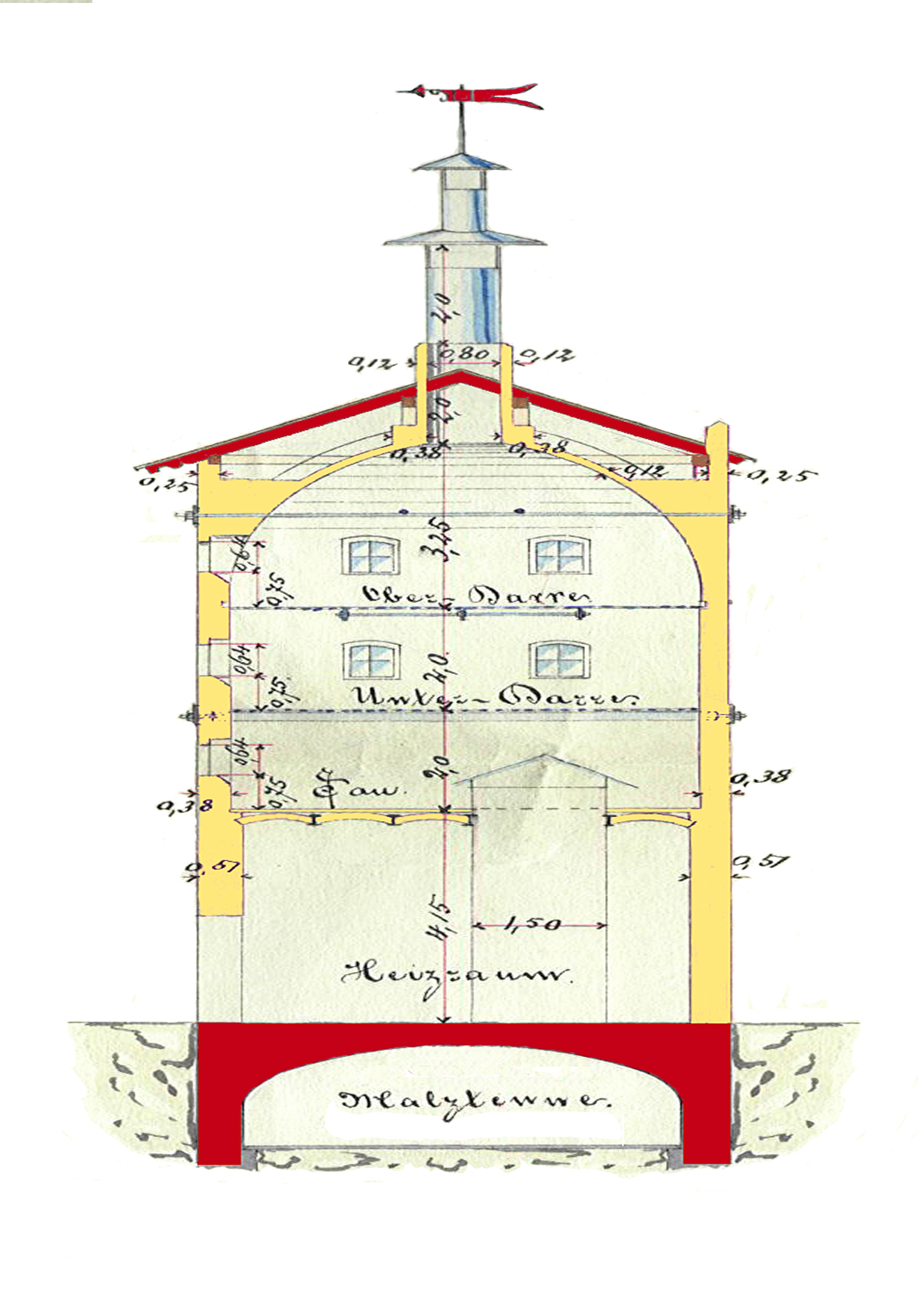
Malzdarre von 1884, Osthofen

Die Darre, auch Dörre ist eine seit der Vorzeit bekannte Einrichtung zum Dörren, dem Trocknen von Lebensmitteln und Gebrauchsgütern mit Hilfe von Hitze.

## Geschichte

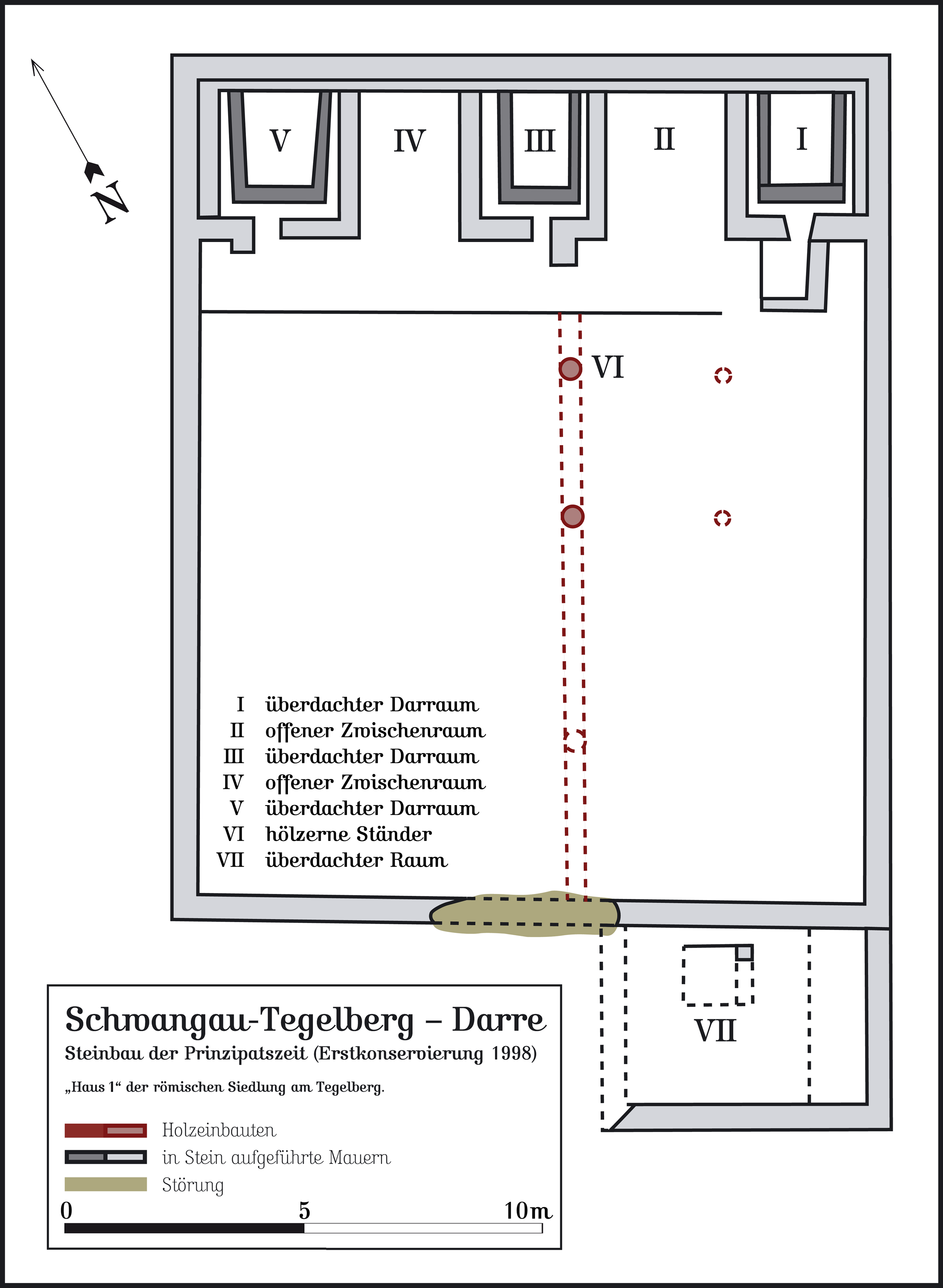
Römische Flachsdarre der Römersiedlung Tegelberg

Seit dem Neolithikum wissen die Menschen, dass Getreide für eine schadensfreie Lagerung in manchen Klimazonen getrocknet werden muss. Eine frühe Einrichtung, die für eine Darre gehalten wird, fand sich bei Bab edh-Dhra am Toten Meer. Die Deutung der Anlage im schottischen Dull als Darre ist umstritten. Einige Darren in Irland wurden durch neuere archäologische Ausgrabungen in die Bronzezeit datiert. Auch in römischen Siedlungen wurden Darren gefunden, beispielsweise in der Römersiedlung Tegelberg im Ostallgäu. In Wales wurden im Jahre 1982 bei Grabungsarbeiten die Getreidedarre von Collfryn aus dem 15. Jahrhundert und 2002 die Darre vom Lion Court entdeckt bzw. ausgegraben. In England wurde der „Corn Drying Kiln“ von Kilnsey Green in North Yorkshire ausgegraben. Eine typische Trocknungsanlage wurde im Highland Folk Museum in Newtonmore (Highlands) in Schottland rekonstruiert.

## Verwendungszweck
Darren können nach dem zu trocknenden Gut unterteilt werden:

### Getreidedarre

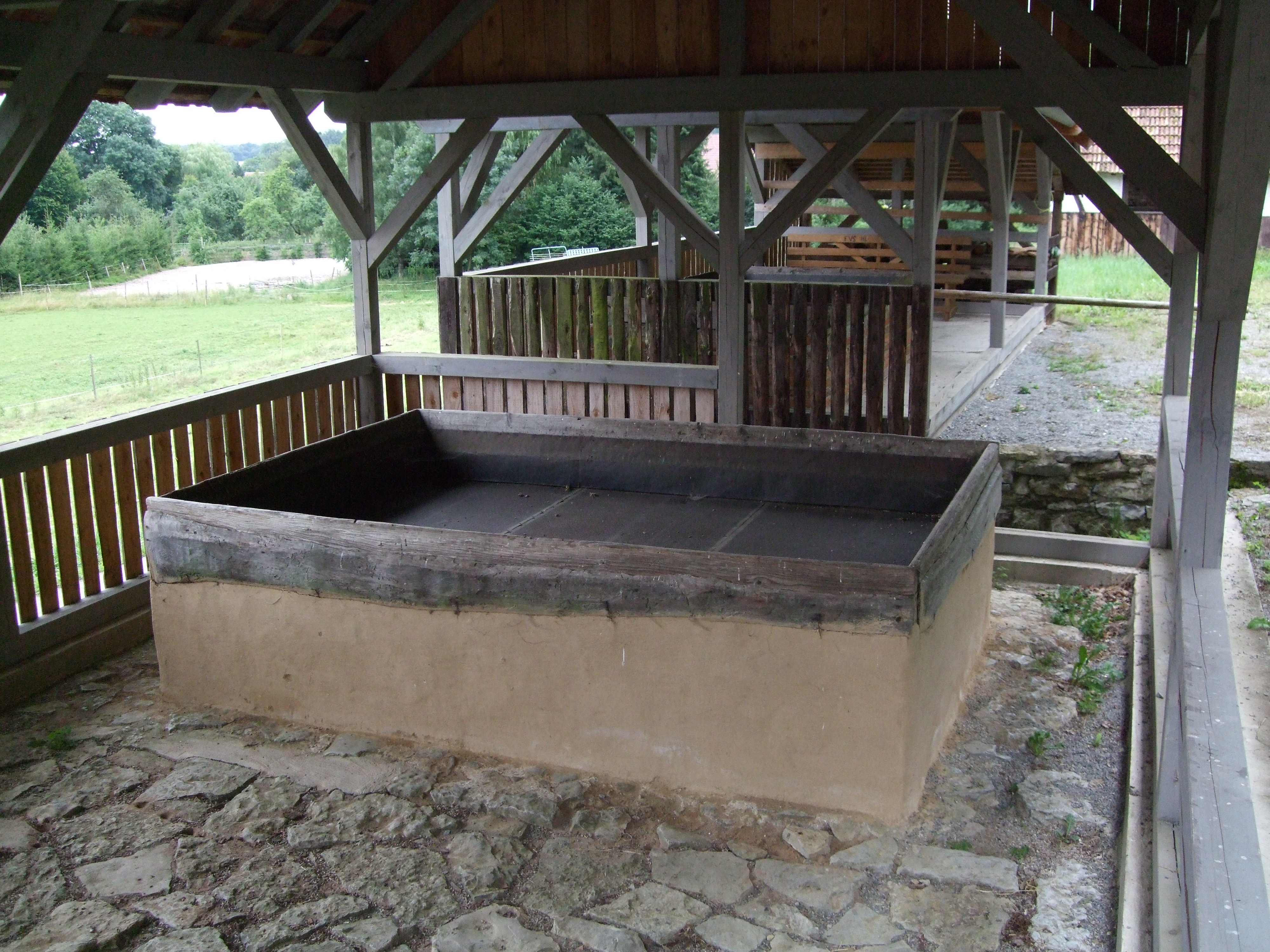
Grünkerndarrpfanne

Beim Getreide dient das Darren überwiegend der Haltbarmachung. Da Getreide erst unter 14 % Feuchte sicher lagerfähig ist, je nach Witterung aber auch mit einer höheren Feuchte gedroschen wird, muss die Feuchte durch Trocknen entzogen werden. Würde die Lagerung zu feucht erfolgen, wäre der Befall mit Pilzen und Schädlingen die Folge. Auch kann durch Feuchtigkeit im Getreide eine Selbstentzündung erfolgen. Bei der späteren Vermahlung des Getreides kann es jedoch notwendig werden, dieses in Abhängigkeit von der „Glasigkeit“ des Korns wieder auf 16–17 % Feuchte „aufzunetzen“ (anzufeuchten), da die trockene Schale bei der Vermahlung zu sehr splittern und eine Trennung zwischen Kleie und Mehl erschweren würde.
Ein anderer Effekt des Darrens kann das Röstaroma sein. Grünkern, das Korn des Dinkels, wird halbreif geerntet und unmittelbar darauf geröstet. So erhält es sein typisches Aroma.

### Malzdarre
Bei der Malzherstellung wird das Grünmalz als dritter Verarbeitungsschritt nach dem Weichen und Keimen auf der Darre getrocknet, das heißt gedarrt. Durch die Hitze und den damit verbundenen Entzug der Feuchtigkeit wird Malz nicht nur lagerfähig, sondern erhält auch sein typisches „malziges“ Aroma.
Die Darre besteht aus einem engmaschigen Drahtgeflecht oder einem geschlitzten Lochblech, der sogenannten Horde, auf der das Grünmalz aufgeschichtet wird. Von unten durchströmt heiße Luft den „Haufen“ und entzieht ihm so die Feuchtigkeit.
Die Erhitzung der Luft erfolgt in modernen Mälzereien indirekt: Durch Öl- oder Gasbrenner direkt erwärmte Luft gibt die Wärmeenergie über einen Wärmetauscher an die das Grünmalz durchströmende Luft ab. Durch die indirekte Befeuerung bleibt das Malz frei von den Schadstoffen und Fehlaromen fossiler Brennstoffe und die Bildung von Nitrosaminen wird minimiert.
Die direkte Befeuerung wird heute fast ausschließlich zur Erzeugung von aromatischen Spezialmalzen eingesetzt. So wird Rauchmalz für Rauchbier durch ein Buchenholzfeuer, seltener auch durch ein Eichenholzfeuer unter der Darre erzeugt. Für die Herstellung von Whiskymalz wird Torf unter der Darre verfeuert, was dem Malz und dem daraus hergestellten Whisky eine phenolige Note verleiht. Speziell die Islay Whiskys von der schottischen Insel Islay sind für ihren torfigen Geschmack bekannt. Neuerdings werden auch zunehmend Biere mit Whiskymalz hergestellt.

### Hopfendarre
Hopfen hat bei der Ernte einen Wassergehalt von 75–84 % und muss zur Erhaltung der Lagerfähigkeit direkt nach der Ernte auf einen Feuchtegrad von 9–10 % getrocknet werden. Die Trocknungszeit dauert je nach Sorte und Dimensionierung der Darre ca. 3–5 Stunden. Für eine optimale Trocknung wird auf der Hopfendarre eine Trocknungstemperatur von 62–68 °C bei einer Schütthöhe von 20–35 cm und einer Luftgeschwindigkeit von 0,30–0,45 m/s angestrebt.

### Sonstige Darren
- für Dörrobst in Obstbaugebieten
- für Tabak
- Garnelen, die für ein Schälen von Hand zu klein und daher für den menschlichen Verzehr ungeeignet sind (der Gammel), werden auf Darren getrocknet und anschließend zu Viehfutter, insbesondere für Hühner, verarbeitet.
- Holztrocknungsanlagen,  in denen Nutzholz (auch Brennholz) seine Feuchte entzogen wird, siehe auch Darrdichte
- Auf der Samendarre werden keimfähige Samen aus Kiefern- oder Tannenzapfen getrocknet. So wurde von 1882 bis 1925 in Lingen nach sächsischem Muster eine Samendarre betrieben. In den 45 Jahren des Bestehens dieser „Königlich Hannoverschen Darre“ wurden etwa 30.000 kg Kiefernsamen „geklengt“. Heizmaterial für die Trocknung waren die leeren Zapfen. Diese Darre war für den Anbau der Kiefer im Emsland und für die Belieferung weiterer Förstereien im ganzen norddeutschen Raum von großer Bedeutung.
- Leinen oder Flachs für die Faserproduktion (Kleidung, Seilereiwerk) wird ebenfalls auf der Darre getrocknet.

## Bauformen

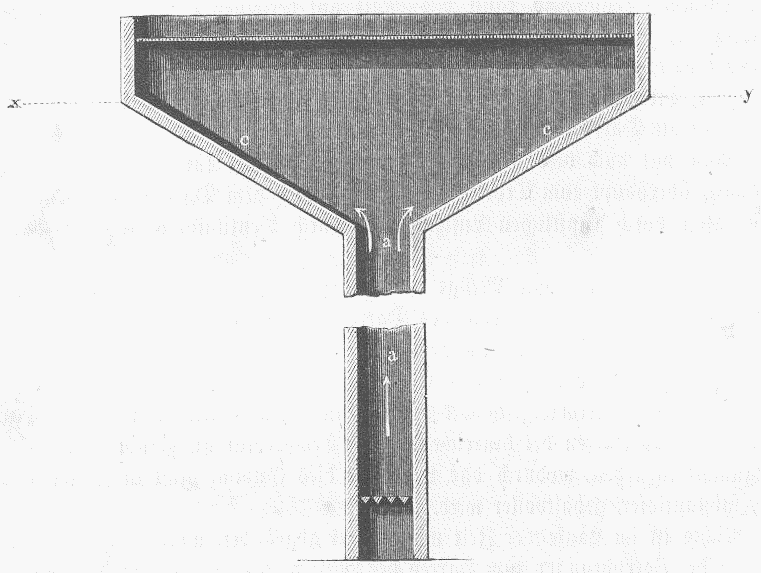
Einfache Rauchdarre, die über zwei Stockwerke geht. Der Rauchkanal führt in den Trichter, auf dessen Rand die Darrplatte liegt
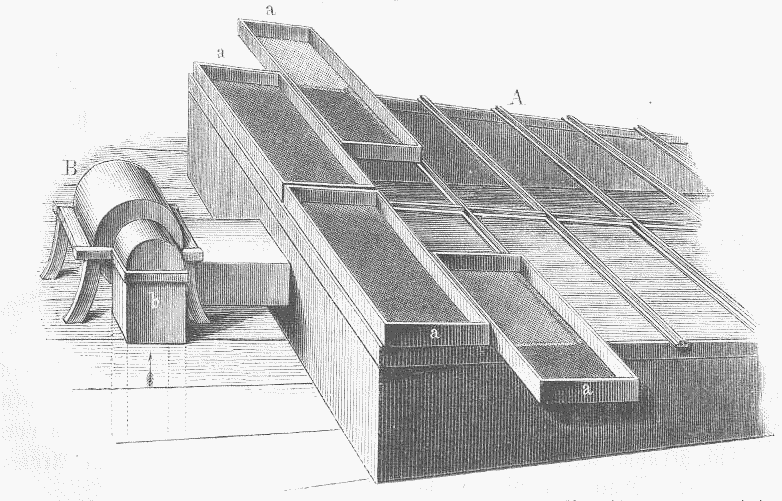
Hopfendarre. Der Ventilator saugt erwärmte Luft aus dem tiefer liegenden Raum an und bläst sie unter die Darrfläche
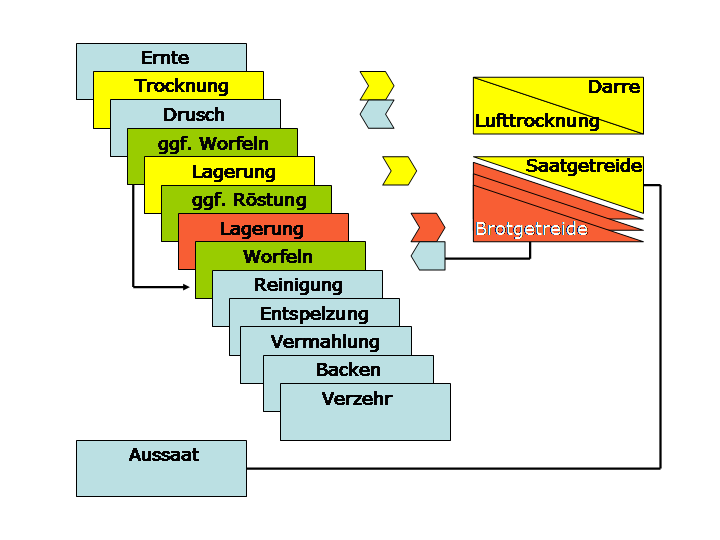
Vorindustrieller Getreidekreislauf
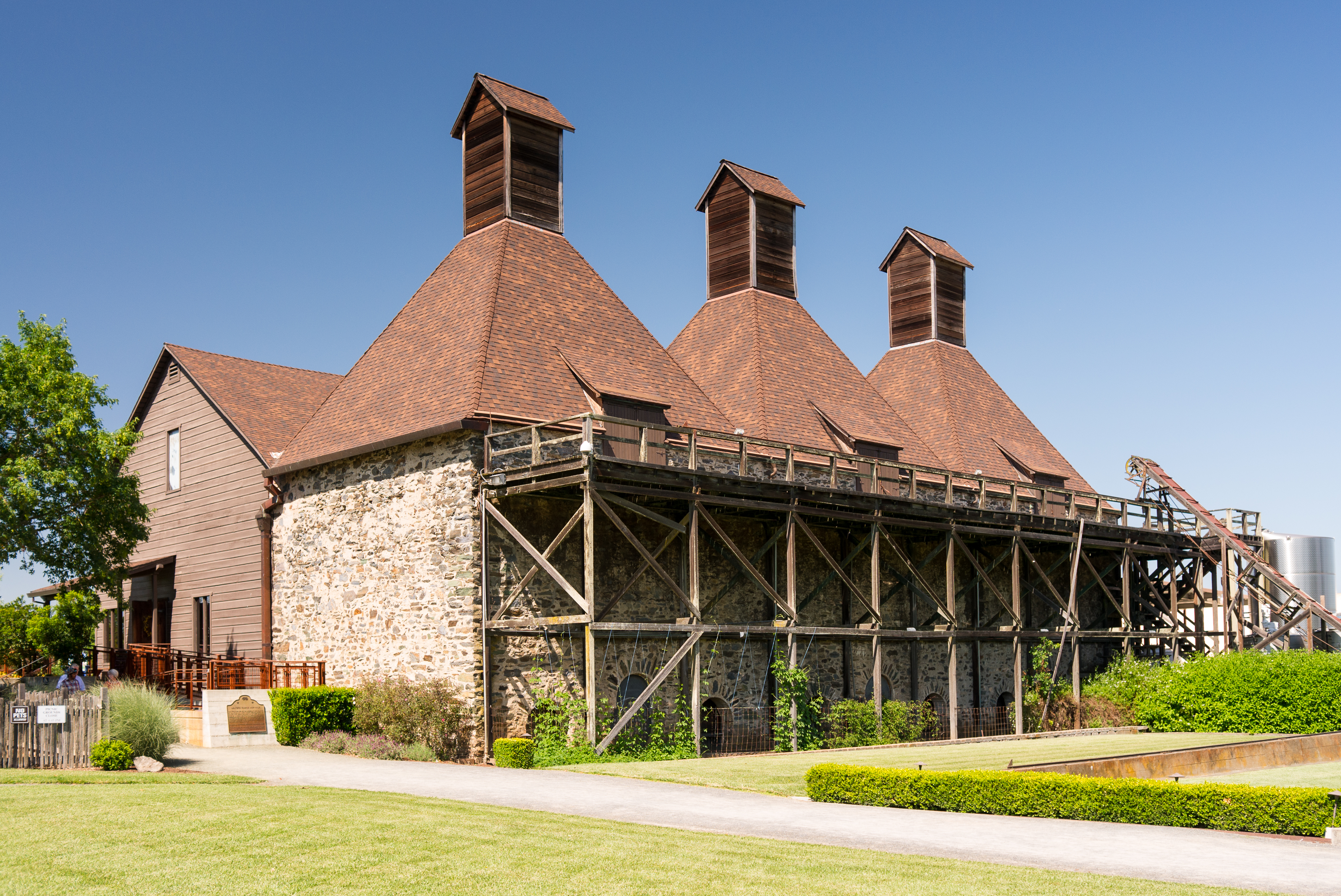
Hopfendarre bei Healdsburg. Die 1905 erbaute Darre ist eine der wenigen erhaltenen im Hopfenanbaugebiet Nordkalifornien.
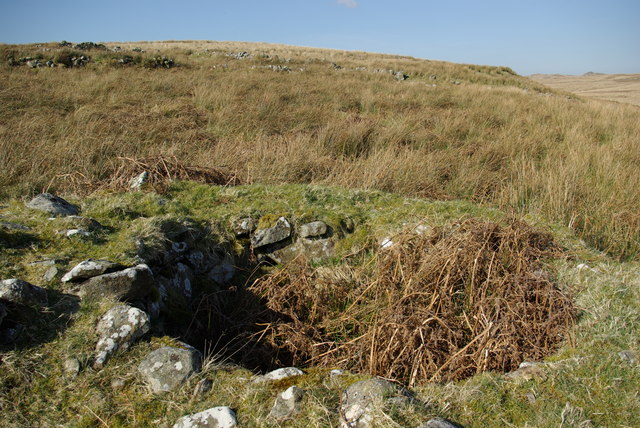
Korndarre in der Wüstung von Dirvananie, Dumfries and Galloway.
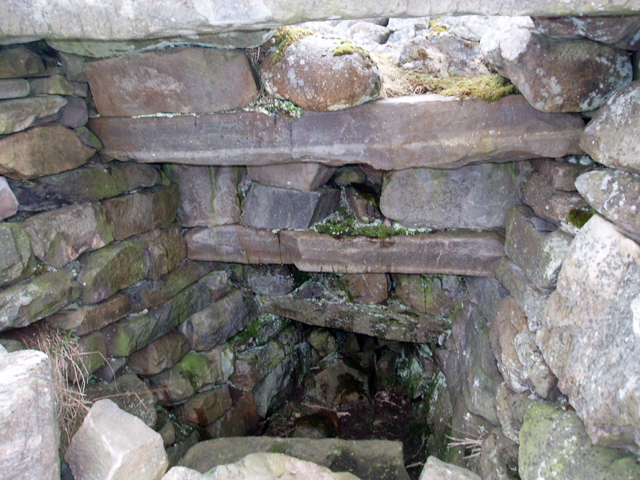
Darre von Bualgorm, Schottland
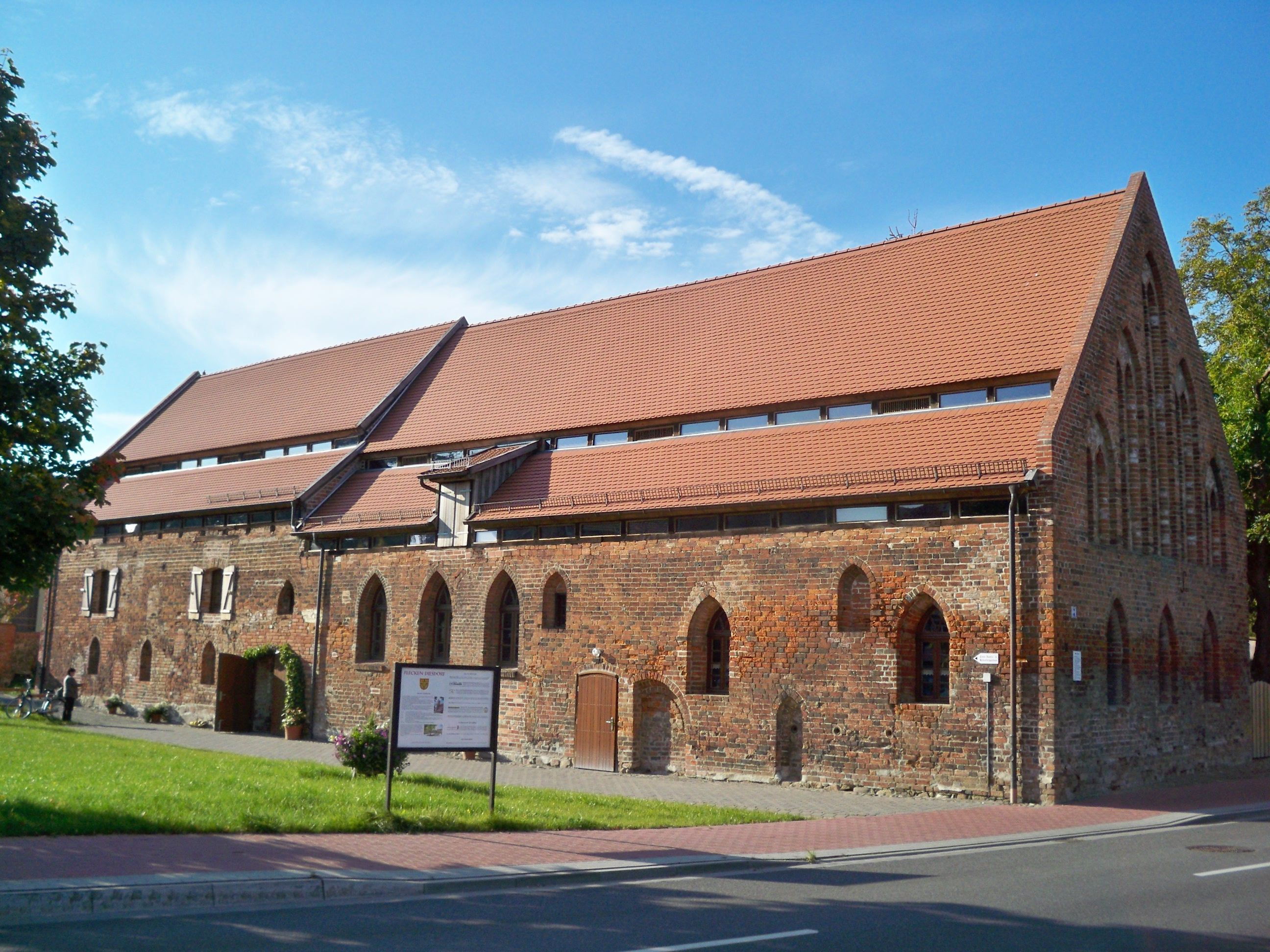
Alte Darre Kloster Diesdorf; von 1780 bis etwa 1900 Darre zur Gewinnung und Trocknung von Kiefernsamen;
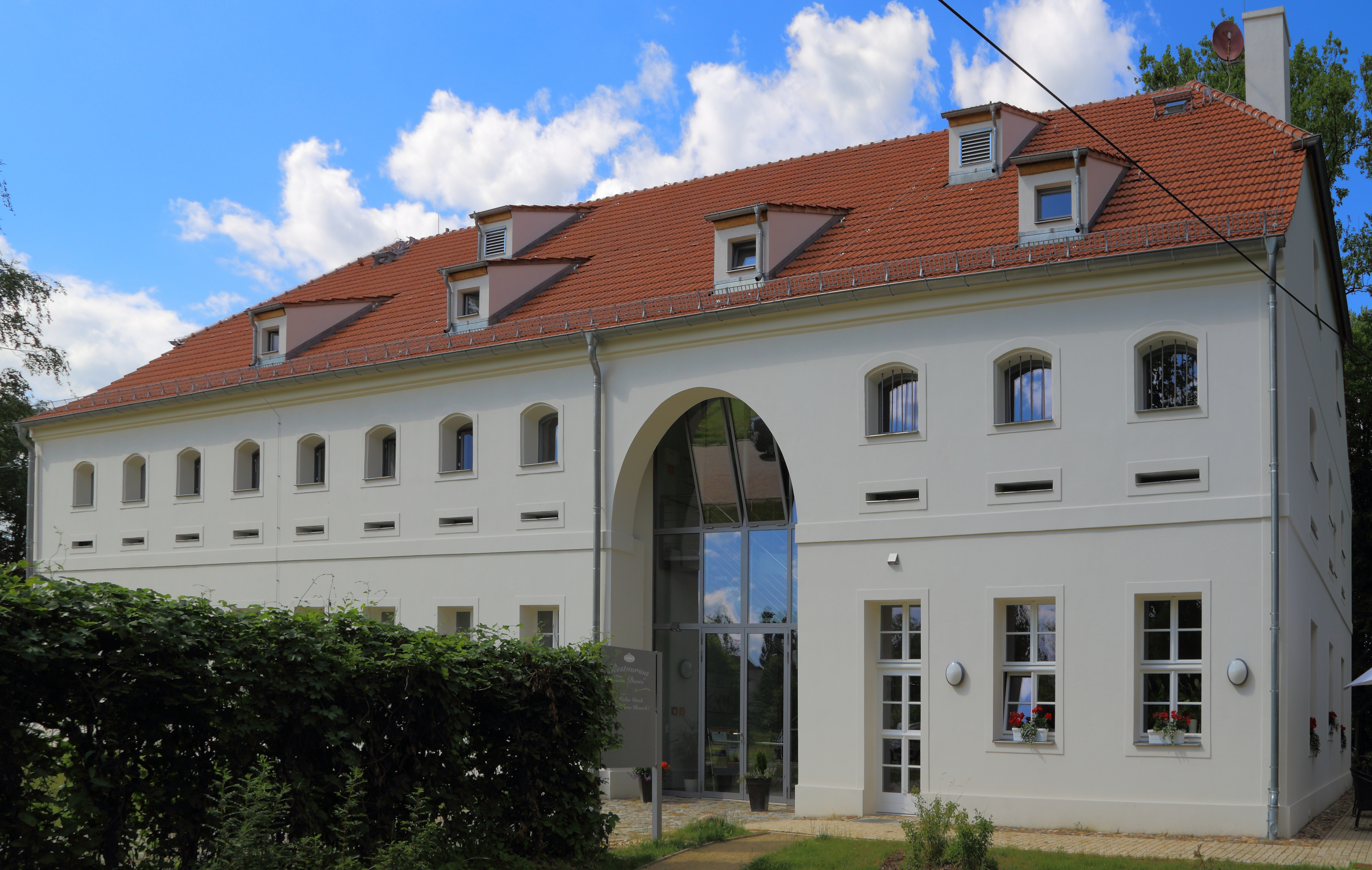
Darre des Schlosses Lieberose; ursprünglich zur Gewinnung und Trocknung von Kiefernsamen für den Forstbetrieb;